# Alpha Oumar Konaré

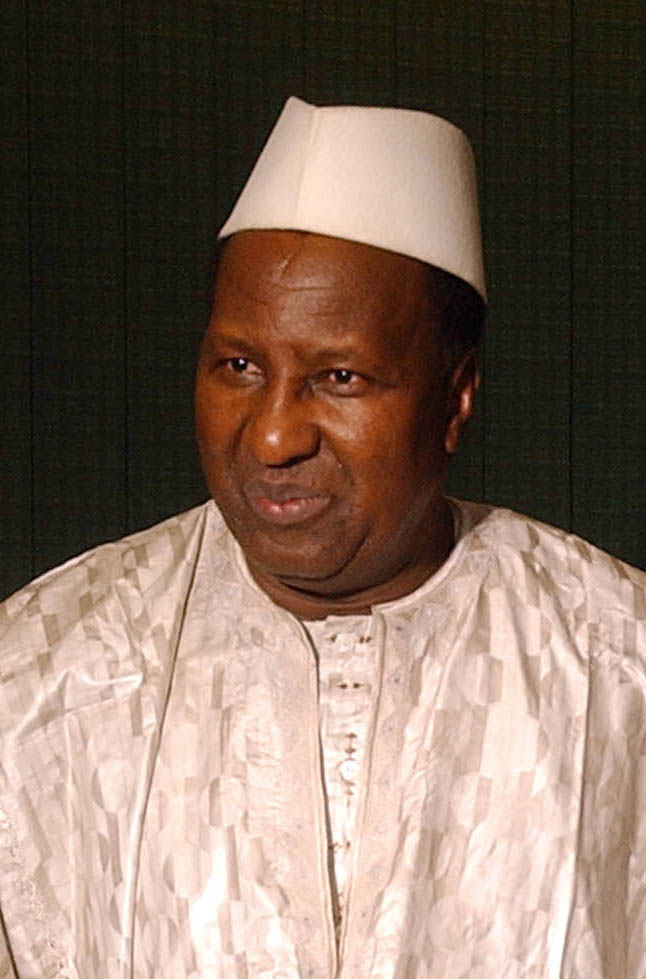
Alpha Oumar Konaré

Alpha Oumar Konaré (* 2. Februar 1946 in Kayes) war von 1992 bis 2002 Präsident von Mali. Von 2003 bis 2008 war er Präsident der Kommission der Afrikanischen Union.

## Akademische Laufbahn
Konaré stammt aus Kayes im Westen des damaligen französischen Sudan und ist das fünfte von 14 Kindern eines Lehrers. Er besuchte dort seit 1951 die Schule und ging 1957 auf das Lycée Terrason de Fougères in der Hauptstadt Bamako sowie auf das Collège des Maristes in Dakar. 1960 besuchte er das Collège Moderne in Kayes und von 1962 bis 1964 die École Normale Supérieure in Katibougou. Danach studierte er von 1965 bis 1969 Geschichte an der École Normale Supérieure in Bamako und von 1971 bis 1975 an der Universität Warschau. Nach seiner Ausbildung war er in Kayes und Bamako als Lehrer tätig. Von 1975 bis 1978 war Konaré Leiter der Abteilung Geschichte und Ethnografie im Ministerium für Jugend, Sport, Kunst und Kultur. 1980 erhielt er einen Forschungsauftrag am Institut Supérieur de Formation en Recherche Appliquée und wurde Professor an der Fakultät für Geschichte und Geografie der École Normale Supérieure in Bamako. In der Folgezeit war er Vorsitzender verschiedener akademischer Vereinigungen von Historikern, Geografen und Archäologen. Von 1981 bis 1982 war Konaré Berater der UNESCO und des United Nations Development Programme (UNDP), von 1989 bis 1992 Präsident des International Council of Museums (ICOM).
Professor Konaré ist Ehrendoktor der University of Michigan sowie der Universität Rennes 2. Er veröffentlichte mehrere Werke zu historischen und archäologischen Themen.

## Politische Laufbahn
1967 wurde Konaré Generalsekretär der Jugendorganisation der aus der Bewegung Rassemblement Démocratique Africain hervorgegangenen Union soudanaise (US-RDA) an der École Normale Supérieure von Bamako. Nach dem Putsch von Moussa Traoré 1968 schloss er sich der im Untergrund agierenden marxistischen Partei Parti malien du travail an. Im Glauben an Traorés Reformbereitschaft wurde er 1978 Minister für Jugend, Sport, Kunst und Kultur, trat aber 1980 wieder zurück. Im Amt setzte er sich stark für die Förderung des Sports ein. 1983 gründete er die Kulturzeitschrift Jamana und 1989 die Tageszeitung les échos. Im Verlauf des Jahres 1990 wurde Traorés Einparteienherrschaft durch neue Oppositionsgruppen herausgefordert. Konaré war Mitbegründer der Alliance pour la démocratie au Mali (ADEMA-PASJ), die Teil einer Sammlungsbewegung von gegen Traoré gerichteten Kräften wurde. Er wurde erster Präsident der Sammlungsbewegung.
Am 26. März 1991 beendete ein Militärputsch Traorés Präsidentschaft. Konaré gründete den Radiosender Radio Bamakan und wurde Delegierter der Nationalkonferenz, die eine neue Verfassung ausarbeiten und Wahlen vorbereiten sollte.

## Präsident
1992 erlebte Mali die ersten freien Wahlen seit der Unabhängigkeit von Frankreich 1960. Bei den Parlamentswahlen am 23. Februar und 8. März 1992 erreichte seine ADEMA 76 der 116 Parlamentssitze. Er kandidierte für die Nachfolge des Übergangspräsidenten Amadou Toumani Touré, der im März am Putsch gegen Traoré beteiligt war. Im ersten Wahlgang am 12. April 1992 lag er mit 44,95 % der Stimmen an erster Stelle und siegte im zweiten Wahlgang zwei Wochen später mit 69,01 % gegen Tiéoulé Mamadou Konaté. Am 11. Mai 1997 wurde er mit 95,9 % der Stimmen im ersten Wahlgang im Amt bestätigt, wobei die meisten Oppositionsparteien die Wahlen boykottierten. Bei den Parlamentswahlen, die ebenso von einem Teil der Opposition boykottiert wurden, erhielt die ADEMA Ende Juli/Anfang August 128 der 147 Abgeordneten. Die Parlamentswahlen vom April 1997 wurden vom Verfassungsgericht wegen Unregelmäßigkeiten annulliert und mussten wiederholt werden. Bei den Wahlen zwischen 1992 und 1997 lag die Wahlbeteiligung lediglich zwischen 20 und 30 %. Da die Verfassung die Amtszeit des Präsidenten auf zwei Perioden begrenzt, konnte er 2002 nicht wieder antreten. Der Kandidat der ADEMA, Soumaïla Cissé, unterlag dabei im zweiten Wahlgang Amadou Toumani Touré, der sich am 12. Mai 2002 mit 64,35 % der Stimmen durchsetzte und am 8. Juni 2002 Konarés Nachfolger wurde.
1999 übernahm er bis zum 21. Dezember 2001 den Vorsitz der Wirtschaftsgemeinschaft Economic Community of West African States (ECOWAS) und im Jahr 2000 den Vorsitz der Westafrikanischen Wirtschafts- und Währungsunion (UEMOA). Zum Gedenken an den 1968 gestürzten Modibo Keïta eröffnete er am 6. Juni 1999 in Bamako die Gedenkstätte Memorial Modibo Keïta. Als Gegner der Todesstrafe begnadigte Konaré am 29. Mai 2002 den wegen allerlei Delikten während seiner Amtszeit zum Tode verurteilten Ex-Präsidenten Moussa Traoré. Während seiner Amtszeit kam es zu einer friedlichen Regelung des Konflikts mit den Tuareg. Daneben erreichte er, dass die Fußball-Afrikameisterschaft 2002 in Mali stattfand. Im Jahr zuvor hatte er den Ordre du Mérite des Verbandes Confédération Africaine de Football (CAF) erhalten.
Vom 16. September 2003 bis 1. Februar 2008 war Konaré Vorsitzender der Kommission der Afrikanischen Union. Die Staatschefs der Union hatten ihn auf einem Gipfeltreffen in Maputo am 10. Juli 2003 in dieses Amt gewählt.

## Familie
Konaré ist seit dem 15. Juli 1971 verheiratet und Vater von vier Kindern. Seine Frau, Adame Ba, ist Professorin der Geschichte.